# Въбел (област Плевен)
Вижте пояснителната страница за други значения на Въбел.
Въ̀бел е село в Северна България. То се намира в община Никопол, област Плевен.

## География
Селото е разположено на Никополското плато. Зимата е особено тежка поради обилните снеговалежи и огромните преспи. Лятото е сухо и горещо, но земята е подходяща за земеделие.
Населението се състои от православни българи.

## История
Името идва от славянската дума „въбел“ – кладенец. Името се среща на много места в България като местно или речно име – Въбел, Въбела и със запазена носовка Въмбел. Според „Българския етимологичен речник“ сродни славянски думи са сръбското убао, убла, кладенец, руското от XI век уболъ, улица; кладенец, полабското wûmbâl, извор. Името произхожда от праславянското *ǫbelъ, което е сродно с арменското amb, amp, родителен падеж amboy, ampoy, облак, гръцкото (пеласгийско) ὅμβρος, дъжд, латинското imber, дъжд; вода, течност, авестийското awrəm, облак, староиндийското abhrám, дъждовен облак; мрачно време, ámbháh, ámbu, вода от индоевропейското *ombh-, *mbh.

Има написана история на село Въбел от кфн. Кирил Ангелов Стерков, директор на училището в селото в която се проследява историята на селото от създаването му, промяната на местоположението му през годините.

## Културни и природни забележителности
- Църква, изградена с камък и олово;
- Паметник над братска могила на руски воини, загинали при превземането на Никопол на 3 юли 1877 г. по време на Руско-турската Освободителна война 1877-1878 г. Руският паметник